# Кинкејд (Илиноис)
Кинкејд (енгл. Kincaid) град је у америчкој савезној држави Илиноис.

## Демографија
По попису из 2010. године број становника је 1.505, што је 64 (4,4%) становника више него 2000. године.
| Група             | 2000.         | 2010.         |
| Белци             | 1.417 (98,3%) | 1.454 (96,6%) |
| Афроамериканци    | 0 (0,0%)      | 12 (0,8%)     |
| Азијати           | 0 (0,0%)      | 6 (0,4%)      |
| Хиспаноамериканци | 9 (0,6%)      | 10 (0,7%)     |
| Укупно            | 1.441         | 1.505         |